# Kosd
Kosd är en ort i Ungern.   Den ligger i provinsen Pest, i den nordvästra delen av landet, 40 km norr om huvudstaden Budapest. Kosd ligger 157 meter över havet och antalet invånare är 2 371.
Terrängen runt Kosd är platt åt sydost, men åt nordväst är den kuperad. Runt Kosd är det ganska tätbefolkat, med 96 invånare per kvadratkilometer. Närmaste större samhälle är Vác, 4,7 km sydväst om Kosd. Trakten runt Kosd består till största delen av jordbruksmark.